# Heerhugowaard
Heerhugowaard es una localidad y un municipio neerlandés situado en la provincia de Holanda Septentrional.
En 2016 tiene 54 176 habitantes, repartidos en los barrios de Broekhorn, Butterhuizen, De Noord, Draai, Frik, Heerhugowaard, Kabel, 't Kruis, Veenhuizen, Verlaat, Oostertocht, Bomenwijk, Schilderswijk, Rivierenwijk y Stad van de Zon.
Se sitúa en la periferia nororiental de Alkmaar.

## Clima
| Parámetros climáticos promedio de Heerhugowaard | Parámetros climáticos promedio de Heerhugowaard | Parámetros climáticos promedio de Heerhugowaard | Parámetros climáticos promedio de Heerhugowaard | Parámetros climáticos promedio de Heerhugowaard | Parámetros climáticos promedio de Heerhugowaard | Parámetros climáticos promedio de Heerhugowaard | Parámetros climáticos promedio de Heerhugowaard | Parámetros climáticos promedio de Heerhugowaard | Parámetros climáticos promedio de Heerhugowaard | Parámetros climáticos promedio de Heerhugowaard | Parámetros climáticos promedio de Heerhugowaard | Parámetros climáticos promedio de Heerhugowaard | Parámetros climáticos promedio de Heerhugowaard |
| Mes                                             | Ene.                                            | Feb.                                            | Mar.                                            | Abr.                                            | May.                                            | Jun.                                            | Jul.                                            | Ago.                                            | Sep.                                            | Oct.                                            | Nov.                                            | Dic.                                            | Anual                                           |
| ----------------------------------------------- | ----------------------------------------------- | ----------------------------------------------- | ----------------------------------------------- | ----------------------------------------------- | ----------------------------------------------- | ----------------------------------------------- | ----------------------------------------------- | ----------------------------------------------- | ----------------------------------------------- | ----------------------------------------------- | ----------------------------------------------- | ----------------------------------------------- | ----------------------------------------------- |
| Temp. máx. media (°C)                           | 6                                               | 7                                               | 10                                              | 14                                              | 18                                              | 21                                              | 22                                              | 23                                              | 19                                              | 14                                              | 10                                              | 6                                               | 14.2                                            |
| Temp. mín. media (°C)                           | 1                                               | 1                                               | 2                                               | 4                                               | 8                                               | 10                                              | 13                                              | 13                                              | 11                                              | 7                                               | 4                                               | 1                                               | 6.3                                             |
| Precipitación total (mm)                        | 74                                              | 67                                              | 54                                              | 45                                              | 59                                              | 46                                              | 78                                              | 98                                              | 79                                              | 93                                              | 89                                              | 89                                              | 871                                             |
| Días de precipitaciones (≥ 1 mm)                | 19                                              | 16                                              | 14                                              | 13                                              | 14                                              | 12                                              | 15                                              | 14                                              | 16                                              | 17                                              | 21                                              | 18                                              | 189                                             |
| Horas de sol                                    | 93                                              | 112                                             | 155                                             | 180                                             | 217                                             | 240                                             | 217                                             | 186                                             | 180                                             | 124                                             | 90                                              | 93                                              | 1887                                            |
| Humedad relativa (%)                            | 88                                              | 85                                              | 82                                              | 78                                              | 77                                              | 79                                              | 80                                              | 82                                              | 84                                              | 86                                              | 88                                              | 88                                              | 83.1                                            |
| Fuente: Weeronline.nl                           |                                                 |                                                 |                                                 |                                                 |                                                 |                                                 |                                                 |                                                 |                                                 |                                                 |                                                 |                                                 |                                                 |